# Lukáš Záhoř

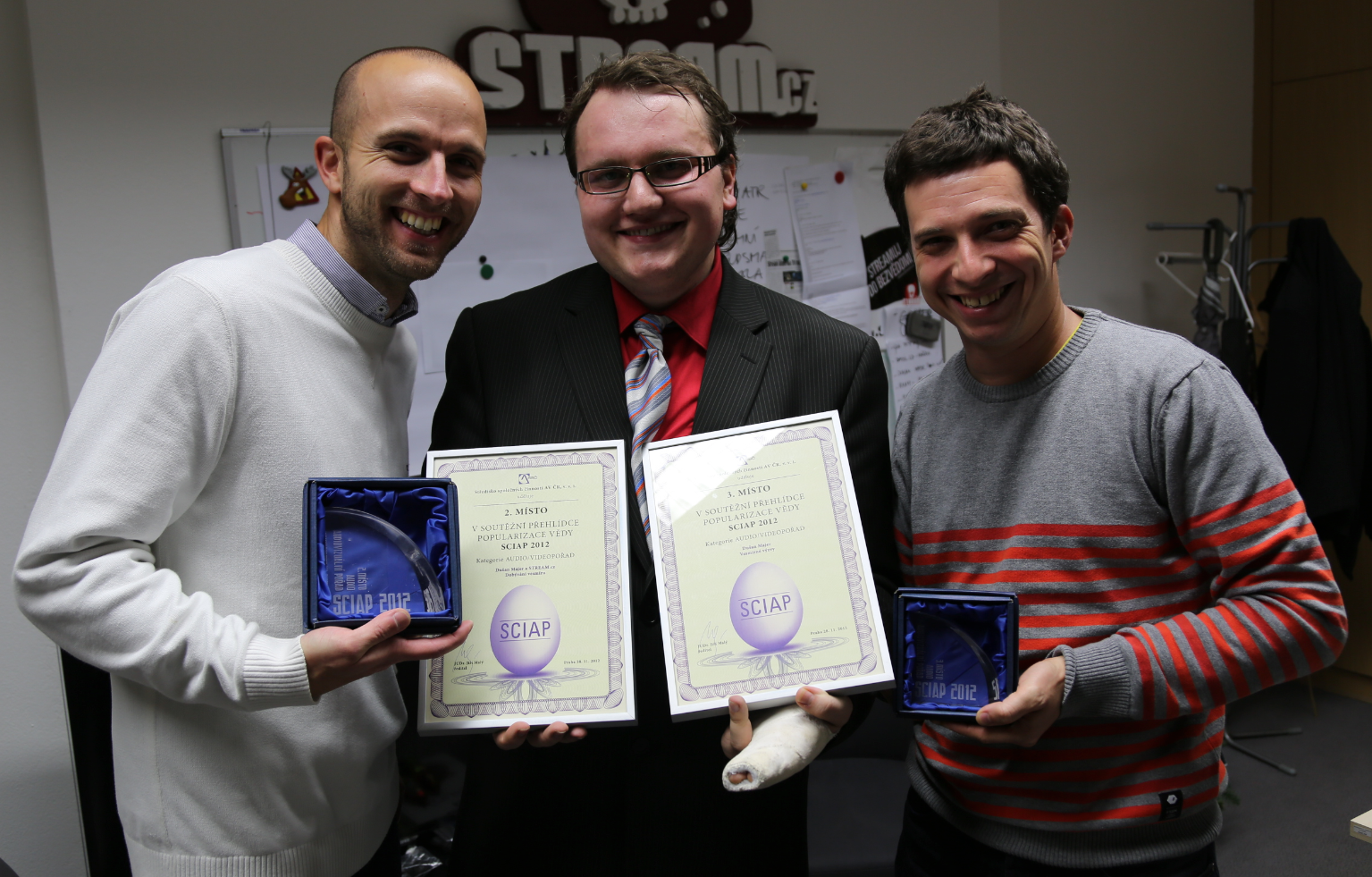
Lukáš Záhoř (vlevo), Dušan Majer (uprostřed) a Martin Krušina (vpravo) s oceněním Akademie věd ČR za popularizaci vědy (2013)

Lukáš Záhoř (* 4. srpna 1980) je český internetový a televizní producent.

## Život a působení
Vyrůstal v Žatci v hudební rodině slovensko-německo-českého původu se dvěma staršími sestrami. Po maturitě na sedmiletém gymnáziu v Žatci absolvoval v roce 1999 střední školu Sierra High School v Tollhouse ve státu Kalifornie a v roce 2003 Filmovou školu Zlín (dnes již neexistující Vyšší odborná škola filmová Zlín, kterou založil v roce 1992 Miloň Terč). Před koncem studií byl osloven novými majiteli školy nabídkou k jejímu řízení, kterou přijal. Filmovou školu Zlín řídil v letech 2003–2007.
V roce 2005 založil ve Zlíně animační studio, kde produkoval večerníček Krysáci včetně jeho knižního vydání. Od roku 2011 do 2017 byl šéfproducentem internetové televize Stream.cz. Navázal tím na předchozí čtyřleté působení v roli šéfredaktora redakce uživatelských videí tamtéž. Od roku 2018 je šéfproducentem česko-slovenské internetové televizi MALL.TV, kterou se svými přáteli a Jurajem Felixem založil na impuls internetového vizionáře Jakuba Havrlanta jako součást skupiny Mall Group. V letech 2020–2023 byl odpovědný za video obsah vydavatelství Czech News Center a od roku 2021 je členem představenstva společnosti Czech Video Center, která od roku 2023 vystupuje pod značkou Fameplay.
Některé z oceňovaných projektů, na nichž se producentsky podílel: večerníček Krysáci (2008 ELSA), pořad Peklo na talíři (2012 Life Science Award, Křišťálová Lupa), pořad Dobývání vesmíru (2012–2015 SCIAP), seriál Kancelář Blaník (2016 Český lev, Cena Václava Havla, Česká cena za PR), seriál Semestr (2016 Finále Plzeň), dokument Wildlife Guards (2019 Outdoor films), seriál #martyisdead (2019 Serial Killer, 2020 International Emmy Award, 2021 Český lev), seriál Terapie sdílením (2020 Serial Killer).

### Filmová škola Zlín
V lednu 2003, ve svých 22 letech nastoupil do nově ustanovené pozice výkonného ředitele školy. Statutárním ředitelem byl akademický sochař Pavel Škarka. Za jeho působení došlo k oddlužení společnosti, revizi osnov, dovybavení odborných pracovišť, obnovení týmu pedagogů a akreditaci bakalářského studijního oboru Animované tvorby. Základní myšlenkou bylo propojit jednotlivé obory (Obraz a zvuk, Animace, Produkce) a studenty přes synchronizované osnovy a společné výrobní schéma tak, aby se na jednotlivých cvičeních, projektech, filmech setkávali studenti jednotlivých oborů s odpovídající teoretickou znalostí a mohli spolupracovat. Přípravou na tehdy blížící se regresní generační vlnu, která byla způsobena slabými porevolučními ročníky, byl intenzivní marketing v rámci ČR a orientace na získávání zahraničních studentů přes osobní návštěvy světových festivalů a filmových škol. Studovali zde studenti z Turecka, Japonska, Ruska, USA a Rakouska. Pravidelná angažmá lektorů z předních herních, postprodukčních a animačních studií (UPP, Illusion softworks, Aardman nebo Pixar) se staly přirozenou součástí školního roku. Zahraniční spolupráce a propagace studentské tvorby se dařila i díky úzké spolupráci se štábem zlínského filmového festivalu, která umožnila mimo jiné vznik mezinárodního festivalu studentských filmů Zlínský pes. Ve třetím roce svého působení založil s kolegou, tehdy vedoucím oboru animace Cyrilem Podolským a bývalou spolužačkou Lucií Norkovou animační studio. Cílem bylo zajistit absolventům školy odpovídající uplatnění. Prvním a nejvýznamnějším projektem se na dalších několik let stal původní loutkový animovaný večerníček Krysáci, jehož hrdinům propůjčili hlas herci Bolek Polívka a Jiří Pecha. Ze zlínské školy odešel po čtyřech letech na vlastní žádost z důvodu vyčerpání.

### Internetová televize Stream
V roce 2007 byl přizván podnikatelem Milošem Petanou do čerstvě založené internetové televize, jež si kladla za cíl kombinovat uživatelská videa a profesionální televizní tvorbu. Zde se setkal s Jankem Rubešem (z tvůrčího dua Noise Brothers), se kterým společně vedli redakci uživatelských videí a věnovali se českým video tvůrcům. Pro mnohé z nich se právě toto období v jejich kariéře stalo zásadním. Začínali zde Richard Nedvěd (komik a kouzelník), Erik Meldik a Čeněk Stýblo (později známí jako ViralBrothers), Kamil Bartošek (Kazma), Dušan Majer (oceňovaný popularizátor kosmonautiky), režisér Tadeáš Daněk, moderátor Filip Nesládek a řada dalších.
V roce 2011 při integraci do společnosti Seznam.cz přijal nabídku na programové vedení televize. Sekce uživatelských videí byla ukončena a soustředil se již pouze na profesionální výrobu, do které angažoval i některé z bývalých hvězd uživatelské tvorby. Pokračoval v úspěšných pořadech svých předchůdců (Slavné dny, Fenomén) a se značně redukovanou redakcí, v čele s šéfdramaturgem Martinem Krušinou, ustavoval nové infotainment formáty: Dobývání vesmíru, Slavné sportovní okamžiky, Gebrian versus, Peklo na talíři, A DOST!, Menu domů, Hůl na reklamu aj.
Od roku 2014 ve spojení s producentem Milanem Kuchynkou systematicky rozvíjel hranou tvorbu: Kancelář Blaník, Autobazar Monte Karlo, Semestr, Pěstírna. Ve stejném roce rozjel knižní edici: Slavné dny (2014, 2016), Zmizelá Šumava (2015), Luxus na talíři (2016), Kritické momenty kosmonautiky (2015), Chlapidárium (2015), Restart života (2015). O rok později pak zařadil i tvorbu pořadů pro dětské publikum: Kulatá pohádka, Špekáček a feferonka, Až po uši v mechu.
Po ročních neshodách s novým vedením společnosti na konci roku 2017 na vlastní žádost odešel.

### Internetová televize MALL.TV
Na začátku roku 2018 založil na impuls Jakuba Havrlanta v rámci skupiny Mall Group novou internetovou televizi, která měla plnit roli „kina v nákupní galerii“. Společně s Jurajem Felixem doplnil obsahový tým, tvořený většinou bývalých kolegů ze Stream.cz, o marketingové, produktové a obchodní oddělení, a v červenci téhož roku na Mezinárodním filmovém festivalu Karlovy Vary představil novou internetovou televizi a její obsah. Televize oficiálně začala vysílat v říjnu 2018. Programová skladba zahrnovala pořad Události Luďka Staňka (nejdříve týdeník, později deník), dva pořady Adama Gebriana: Překvapivé stavby a PLUS/MINUS, Menutovku Veroniky Šmehlíkové, inovativní historicky gastronomický pořad Zmlsané dějiny Romana Vaňka, dokumentární sérii Uprchlická vlna, seriál Luďka Staňka Stylista, podle norského vzoru natočený seriál Život je hra a řadu dalších. Nabídka pořadů se pod vedením šéfdramaturga Krušiny po několika letech ustálila na zhruba 15 premiérách týdně. Seriálová produkce pod vedením Milana Kuchynky se pohybuje mezi 1 až 2 seriály ročně.
V roce 2020 společně s Jurajem Felixem postupně integrovali internetovou televizi do mediálního domu CNC. V nabídce MALL.TV se tak objevily i tzv. CNC originals – Prostor X, Karlos Show, Auta Martina Vaculíka a další. 
V roce 2023 byla MALL.TV přejmenována na Fameplay a orientuje se na aktivní implementaci nástrojů generativní umělé inteligence do tradičních postupů audiovizuální produkce. Mezi významné projekty v této oblasti patřila v roce 2024 produkce nového singlu "Nora" již nežijícího Mekyho Žbirky, produkce digitálních dvojníků významných kulturních, sportovních a podnikatelských osobností, lokalizace původního pořadu Životy slavných do 7 jazykových mutací nebo produkce vícejazyčných podcastů či audioknih.